# 戴临风
戴临风（1920年11月—2009年1月30日），原名戴永成，满族，辽宁新宾人，中国中央电视台副台长，承担台长工作。

## 生平

### 早年经历
1920年11月，戴临风生于新宾县苇子峪一个满族小商人家庭。八岁上学。后祖母病逝，父亲经商破产。1931年5月，全家迁居天津，靠父亲在天津芦台盐务局当职员的薪水为生。1935年，戴临风自天津市立第三小学毕业，考入北平东北中学（1931年由张学良创办，隶属东北民众抗日救国会，张学良任校长，王化一任代理校长）。《何梅协定》签订后，华北取缔各类抗日救亡活动，在华北的东北流亡团体被限令撤出。东北中学被迫迁至河南、湖北交界的鸡公山。戴临风在鸡公山亲历“二一九”学潮，参加抗日宣传。
1936年西安事变后，东北中学失去张学良保护，国民党当局趁机提出取缔东北中学（河南绥靖公署主任刘峙甚至提出将东北中学数百名学生押送出山海关外，但终未实行）。1937年除夕，国民党当局以镇压叛乱的名义，将东北中学包围缴械，并将代理校长孙恩元撤职，命CC系赵雨时接任校长，引发东北中学展开为期半年的护校斗争。其间，半数学生赴武汉投奔东北救亡总会。不满十七岁的戴临风也随同学出走至武昌。因在护校斗争中表现积极，戴临风很快就被介绍加入东北救亡总会。1938年4月，在东北救亡总会支持下，湖北省教育厅不得不撤销赵雨时的校长职务，改派无党派的马廷英任校长，同时宣布将东北中学改为国立东北中学。
马廷英出任校长时，聘请高兰、张佑彦（石光，中共地下党员）来校任教。因日军逼近，马廷英校长率领东北中学南迁，经湖北武昌、湖南桃花坪，于1939年7月抵达四川省威远县静宁寺。东北中学与东北中山中学同驻该寺。这时，高年级学生戴临风已成为学生会成员。不久，学校秘密成立中共党支部，在中共党支部领导下，学生会民主选举校长，并成立“九月剧团”，请高兰任艺术指导，戴临风等同学任演员。九月剧团一次在自贡街头演出《放下你的鞭子》时，饰卖艺老人的戴临风举鞭痛打饥饿倒地的女儿时，差点被沉浸在剧情中的观众愤怒殴打。
为压制东北中学的抗日宣传活动，国民党当局调来化学老师王涣彬，在该校成立三民主义青年团，破坏九月剧团的演出。学生们对此展开斗争，使三民主义青年团始终未能在该校公开活动。长沙大火后，九月剧团团长黄德普写出剧本《火》，讽刺国民党当局“焦土抗战”不顾民众死活。在学校上演后，王涣彬指责演出是“奸党活动”，黄德普是“汉奸”，王涣彬还联络警察准备逮捕黄德普。该校中共党支部通知黄德普连夜离开学校，并决定解散九月剧团，让已暴露身份的学生离开学校去成都。尚未加入中国共产党的戴临风也被疏散到成都，在东北救亡总会成都分会从事中共地下工作。

### 保卫延安
在成都，中共党组织利用与四川省电台的联系，让戴临风等人每周在四川省电台广播一次歌曲，开展抗日宣传。戴临风未经候补期便直接被批准加入中国共产党。东北救亡总会成都分会遭国民党当局破坏后，戴临风先后赴陕西凤翔东北竟存中学、咸阳中心小学任教。1942年7月，调往延安陕甘宁边区艺术干部学校任教。同年10月，在延安陕甘宁边区文协工作。1944年，任西北文艺工作团研究室主任。1948年，胡宗南部包围延安，在延安保卫战中，戴临风作为中国人民抗日军政大学创作组负责人，奉命来到前线。国民党方面的国民革命军第三十六师向戴临风所在的壶梯山开炮，戴临风身边的同志被一块炮弹片击中，戴临风幸免。随后戴临风率领同志们杀敌，因在延安保卫战中的英勇表现，被陕甘宁边区政府评大功一次。

### 任职中宣部
1949年，戴临风调任中共中央西北局宣传部任干事。1953年，调任中共中央宣传部宣传处干事。1954年，根据中共中央“我们要及时了解基层宣传工作”的指示，戴临风主动要求到陕西省渭南县任县委副书记兼宣传部部长。在抗美援朝战争中，戴临风作为西北慰问团成员，到朝鲜前线慰问中国人民志愿军。
1959年，反右倾运动开始时，戴临风正奉调中共中央高级党校秀才班学习，去党校报到三日后回中共中央宣传部转供给关系时，见部里下发的宣传处处长秦川的“右倾”材料，随口发表了不同意见。随即就被大字报揭发他包庇秦川，和秦川是“父子党”（因为他长期在秦川的领导下工作），他被叫回中共中央宣传部机关接受批判。在中共中央宣传部机关从1959年10月持续至1960年2月的反右倾运动中，重点批判九人，被称为“九条大鲨鱼”，这九人是：秦川（宣传处处长）、袁靳（机关党委专职书记，曾任出版处、国际宣传处副处长）、王康（干部处副处长）、张军（宣传处副处长）、苏一平（文艺处副处长）、陈梦轩（体育卫生处副处长）、任桂林（文艺处行政十二级的干事）、马子明（宣传处行政十二级的干事）、戴临风（宣传处行政十三级的干事）。这九人中，秦川、张军、苏一平、戴临风来自西北地区，因而被与彭德怀挂钩。

### 任职中央电视台
反右倾运动后，中共中央宣传部的28人（包括戴临风等“九条大鲨鱼”）被下放到安徽省来安县半塔人民公社、雷官人民公社劳动。其中，戴临风被下放到雷官人民公社，担任生产大队支书。经过一年的劳动，“九条大鲨鱼”事件获得澄清，戴临风回到中共中央宣传部等候分配。当时，北京电视台（今中国中央电视台的前身）于1958年刚成立，国务院总理周恩来批示由中共中央宣传部调一人到北京电视台当领导。于是自1962年起，戴临风先后任北京电视台新闻部主任、副台长。
戴临风到任后，经中央批准，创办了《新闻联播》栏目。“文革”期间，1967年初，因缺乏电视节目，北京电视台停播一个月，直至1967年2月4日才恢复播出，但每周只播出一次。1973年1月，中央任命任继胜为北京电视台台长，徐国盛、戴临风、王枫、孟启予任副台长，这一班子一直保持到1976年。因任继胜不熟悉电视台业务，所以从一开始副台长兼新闻部主任戴临风便实际主管北京电视台业务工作。1973年至1982年，副台长戴临风一直承担中央电视台一把手的工作。1982年，戴临风被免去中央电视台副台长职务，被任命为中央电视台顾问。1985年，从顾问职位离休。1987年4月15日，中国广播电视学会中央电视台分会成立，戴临风任会长。
1978年5月1日，“北京电视台”更名为“中央电视台”，英文呼号CCTV。当时有领导反对“CCTV”这一英文呼号，认为中国的电视台不应该用外国字，戴临风据理力争，确定了这一英文呼号。戴临风还请人设计了以卫星轨迹为主图的中央电视台台徽，沿用至今。1979年，戴临风带队到香港采购影片，在中国电视史上第一次引进美国电视剧即《大西洋底来的人》。戴临风开创了电视台为中外客户播出商业广告的业务，反对意见被反映给中共中央总书记胡耀邦，胡耀邦表示“他们不播广告，谁给他们钱做节目？”戴临风还从国外购买一批动物电视片，开设《动物世界》栏目。
戴临风对发展中国原创电视连续剧贡献很大。起初，编剧许欢子将小说《敌营十八年》改编为6集电视连续剧，戴临风拍板投拍，成为中国内地拍摄的第一部电视连续剧。但该剧播出效果不理想，因当时观众还没接受这种艺术形式，电视机也很不普及。
1979年，导演王扶林自英国考察归国，提到英国改编的莎士比亚剧集畅销。戴临风随即决定将中国古典文学名著改编为电视连续剧。最先要拍的就是位列中国古典文学四大名著之首的《红楼梦》。戴临风挂名总监制，实际主持了该剧的拍摄工作，他亲自组织了拍摄班子，拍板决定了剧本。1987年《红楼梦》播出后，获得热烈欢迎。此后，戴临风又担任《三国演义》监制，该剧于1994年播出并大获成功。
晚年，戴临风患老年痴呆症。2009年1月30日，戴临风病逝，享年89岁。